# 만남로 (천안시)
만남로(Mannam-ro)는 대한민국의 충청남도 천안시 동남구 신안동 방죽안오거리에서 시작하여, 천안시 동남구 신안동 천안로사거리를 잇는 도로이다.

## 주요경유지
충청남도
- 천안시 동남구 (신안동)

## 노선 경로
| 이름           | 접속 노선               | 소재지        | 소재지        | 비고          |
| 백석로와 직결  | 백석로와 직결           | 백석로와 직결 | 백석로와 직결 | 백석로와 직결 |
| -------------- | ----------------------- | ------------- | ------------- | ------------- |
| 방죽안오거리   | 중앙로 대흥로           | 동남구        | 신안동        |               |
| 터미널사거리   | 충절로 터미널2로        | 동남구        | 신안동        |               |
| 천안로사거리   | 국도 제1호선 (천안대로) | 동남구        | 신안동        |               |
| 나늘목지하차도 |                         | 동남구        | 신안동        | 연장 60m      |
| 망향로와 직결  |                         |               |               |               |

## 주요 건물 및 시설
- 세븐일레븐 천안포스코점 (만남로 9/신부동 966)
- 스타벅스 천안신부동점 (만남로 9/신부동 966)
- 본죽 천안터미널점 (만남로 11/신부동 366-2)
- 빽다방 천안터미널점 (만남로 15/신부동 363-12)
- CU 천안로얄점 만남로 18/신부동 454-1)
- 써브웨이 천안신부점 (만남로 22/신부동 신부동 454-7)
- 농협 만남로지점 (만남로 24/신부동 454-4)
- 아성다이소 천안본점 (만남로 24/신부동 454-4)
- 아트박스 천안점 (만남로 26/신부동 454-5)
- 파스쿠찌 천안신부점 (만남로 28/신부동 461-1)
- KT 디씨티컴퍼니 만남로점 (만남로 28/신부동 461-1)
- SK텔레콤 맥스대리점 신부점 (만남로 32/신부동 461-2)
- 네이처리퍼블릭 천안점 (만남로 32/신부동 461-2)
- 파리바게뜨 천안터미널점 (만남로 38/신부동 461-6)
- 베스킨라빈스 천안신부점 (만남로 38/신부동 461-6)
- SK텔레콤 PS&m만남광장점 (만남로 40/신부동 462-1)
- 이디야 천안터미널점 (만남로 42/신부동 462-2)
- 맥도날드 천안고속터미널점 (만남로 43/신부동 363-2)
- 올리브영 천안터미널점 (만남로 43/신부동 363-2)
- 천안종합버스터미널 (만남로 43/신부동 354-1)
- 배스킨라빈스 천안터미널점 (만남로 43/신부동 354-1)
- 이마트 천안터미널점 (만남로 43/신부동 354-1)
- CU 천안고속터미널점 (만남로 43/신부동 354-1)
- KFC 천안터미널 (만남로 43/신부동 354-1)
- CGV 천안터미널 (만남로 43/신부동 371-1)
- 공차 천안터미널점 (만남로 43/신부동 371-1)
- 이마트24 천안터미널점 (만남로 43/신부동 371-1)
- 커피빈 천안신부동점 (만남로 48/신부동 462-5)
- 맘스터치 천안터미널사거리점 (만남로 50/신부동 462-6)
- KT 멤버스 신부문타워점 (만남로 52/신부동 462-7)
- 헌혈의집 천안센터 (만남로 52/신부동 462-7)